# Challenger III
Challenger III је била радна станица фирме OHIO Scientific који је почео да се производи у САД од 1978. године.
Користио је 6502 + 6800 + Z80/8080 као микропроцесоре. RAM меморија рачунара је имала капацитет од 32 KB (до 1 MB ). 
Као оперативни систем кориштен је OS-65U, OS-65D, CP/M.

## Детаљни подаци
Детаљнији подаци о рачунару Challenger III су дати у табели испод.
|                       |                                                                                   |
| [ 1 ]                 |                                                                                   |
| Произвођач            |                                                                                   |
| Тип                   | радна станица                                                                     |
| Меморија              | 32 (до 1 )                                                                        |
| Поријекло             | Сједињене Америчке Државе                                                         |
| Година                | 1978                                                                              |
| Тастатура             |                                                                                   |
| Процесор              |                                                                                   |
| Фреквенција процесора | 1 Mhz / 2 Mhz                                                                     |
| RAM                   | 32 (до 1 MB)                                                                      |
| ROM                   | непознато                                                                         |
| Текст                 |                                                                                   |
| Графика               |                                                                                   |
| Боја                  |                                                                                   |
| Звук                  | 4 гласа (3 гласовна канала + 1 канал шума)                                        |
| Димензије             | 46 (ширина) x 19 (дубина) x 11(висина) cm / 2.8 kg (+ 0,8 kg за посебно напајање) |
| Портови               |                                                                                   |
| Оперативни систем     |                                                                                   |